# Rover serii 600
Rover serii 600 – samochód osobowy klasy średniej produkowany przez brytyjską markę Rover w latach 1993 – 1999.

## Historia i opis modelu

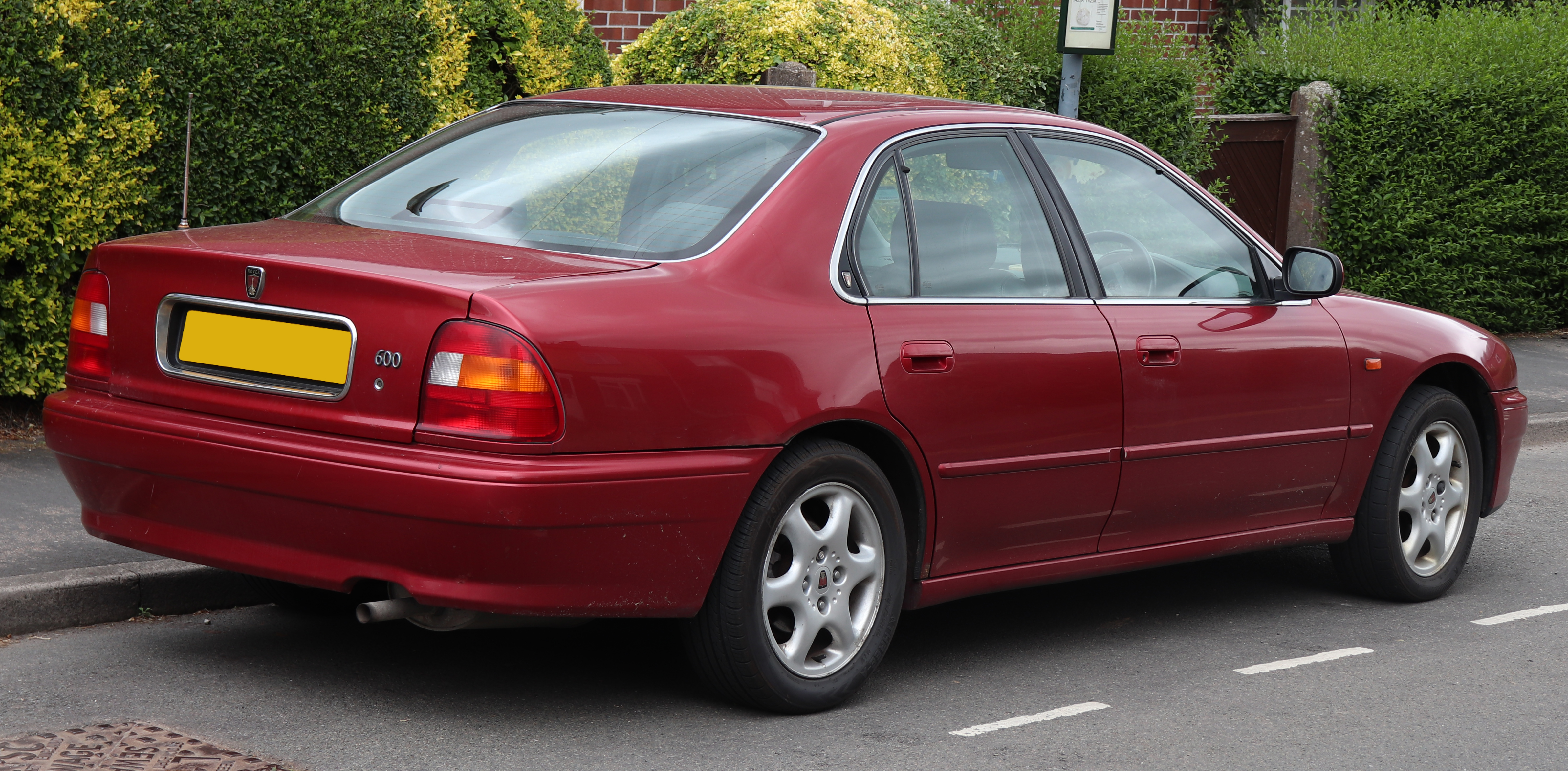
Rover serii 600 - tył

Rover serii 600 został oficjalnie zaprezentowany w kwietniu 1993 roku. Auto występowało wyłącznie jako 4-drzwiowy sedan. Model powstał w kooperacji z Hondą. Przez Rovera zostało w całości zaprojektowane nadwozie, natomiast podwozie skonstruowała Honda przy niewielkiej pomocy konstruktorów Rovera.
Początkowo auto było oferowane tylko z silnikami Hondy, mianowicie 2.0 16V 115 KM, 2.0 16V 131 KM oraz 2.3 16V 158 KM. W 1994 roku do oferty wprowadzono turbodoładowany silnik benzynowy o pojemności 2 l i mocy 200 KM, jednostka ta była własną konstrukcją Rovera. Wersja z tym silnikiem oznaczana była symbolem 620ti. Dodatkowo od 1994 roku wszystkie modele wyposażone były w fabrycznie montowaną poduszkę powietrzną kierowcy.
Na początku 1995 roku oferta poszerzyła się o silnik wysokoprężny o pojemności 2.0 l i mocy 105 KM wyposażony w turbosprężarkę i intercooler. Jednostka ta była konstrukcją Rovera, montowano ją także w Hondzie Accord oraz Hondzie Civic.
Silniki połączone mogły być z 5-biegową skrzynią manualną bądź 4-biegową automatyczną przekładnią. Wyjątkiem była najmocniejsza jednostka napędowa 2.0 Turbo oraz diesel 2.0 TD, które występowały tylko z 5-biegową skrzynią manualną.
W 1996 roku Rover serii 600 został poddany drobnej modernizacji. Niewielkim zmianom poddane zostało wnętrze. Dodano także trzecie światło stop oraz zastosowano nowy system alarmowy z immobilizerem. Wszystkie wersje, poza 620ti (gdzie felgi były 16-calowe), otrzymały 15-calowe felgi, natomiast poza wersją podstawową "i" były to felgi wykonane z aluminium. W tym samym roku wprowadzono benzynowy silnik 1.8 16V o mocy 115 KM, który zastąpił jednostkę 2.0 16V o tej samej mocy. Pod koniec 1996 roku wszystkie wersje serii 600, poza 618i, były standardowo wyposażone w klimatyzację.
Ostatnia modernizacja miała miejsce w kwietniu 1997 roku. Obniżono zawieszenie o 10 mm oraz poddano je niewielkiej modyfikacji. Od tego momentu lusterka zewnętrzne, klamki oraz listwy boczne były lakierowane w kolorze nadwozia.
Produkcję Rovera serii 600 zakończono wiosną 1999 roku. Jako następcę przedstawiono Rovera 75, który jednocześnie zastąpił również Rovera serii 800. 

### Nadwozie
Rover serii 600 to klasyczny sedan o stonowanych liniach. Nadwozie wyróżniało się licznymi chromowanymi elementami, najbardziej charakterystyczny był przedni grill, typowy dla samochodów marki Rover z lat 90.
Model ten był dłuższy od większości swoich konkurentów w klasie średniej, miał też większy rozstaw osi, co przekładało się na ilość miejsca na tylnej kanapie, z takimi rozmiarami plasował się właściwie na pograniczu klasy średniej i wyższej.

### Wnętrze i wyposażenie
Wersja wyposażeniowe:
- i
- SLi
- GSi
- iS

Deska rozdzielcza była taka sama jak w Hondzie Accord, jednak w Roverze była zwykle bardziej elegancko wykończona, prawie wszystkie wersje wyposażone były w drewniane oraz chromowane elementy, często w połączeniu ze skórzaną tapicerką.
Wszystkie wersje serii 600 były standardowo wyposażone w elektrycznie sterowane szyby z przodu, centralny zamek z pilotem oraz immobilizer. Opcjonalnie pojazdy wyposażyć można było m.in. w: ABS, dwie poduszki powietrzne, klimatyzację, elektryczne szyby z tyłu i lusterka wsteczne, skórzaną tapicerkę, elektrycznie sterowany fotel kierowcy, czy elektryczny szyberdach.

### Zawieszenie
Zawieszenie Rovera serii 600 było komfortowe, jednak było wystarczająco sztywne, co pozwalało na dobre prowadzenie i zapewniało odpowiednią przyczepność. Z przodu zastosowano zawieszenie o dwóch wahaczach poprzecznych, natomiast z tyłu zainstalowano wahacze podłużne ze sprężynami śrubowymi.

### Dane techniczne
| Model                     | Pojemność (cm³) | Liczba zaworów | Moc maksymalna przy obr./min. | Maks. moment obrotowy przy obr./nim | Przyśpieszenie (0-100 km/h) | Prędkość maksymalna | Średnie zużycie paliwa na 100 km |
| ------------------------- | --------------- | -------------- | ----------------------------- | ----------------------------------- | --------------------------- | ------------------- | -------------------------------- |
| 618i/Si/iS/iL             | 1850            | 16             | 115 KM/5500                   | 158 Nm/4200                         | 11,3 s                      | 225 km/h            | 8,8 l                            |
| 620i/Si                   | 1997            | 16             | 115 KM/5300                   | 172 Nm/4200                         | 10,8 s                      | 198 km/h            |                                  |
| 620Si/SLi/GSi/iS          | 1997            | 16             | 131 KM/5400                   | 178 Nm/4800                         | 10,2 s                      | 201 km/h            | 9,1 l                            |
| 623SLi/GSi/iS             | 2259            | 16             | 158 KM/5800                   | 206 Nm/4500                         | 8,6 s                       | 216 km/h            |                                  |
| 620ti                     | 1994            | 16             | 200 KM/6000                   | 240 Nm/2100                         | 7,5 s                       | 230 km/h            | 9,3 l                            |
| 620Di/SDi/SLDi/GSDi/SD/LD | 1994            | 8              | 105 KM/4200                   | 210 Nm/2000                         | 11,6 s                      | 185 km/h            | 5,7 l                            |